# James Dickey

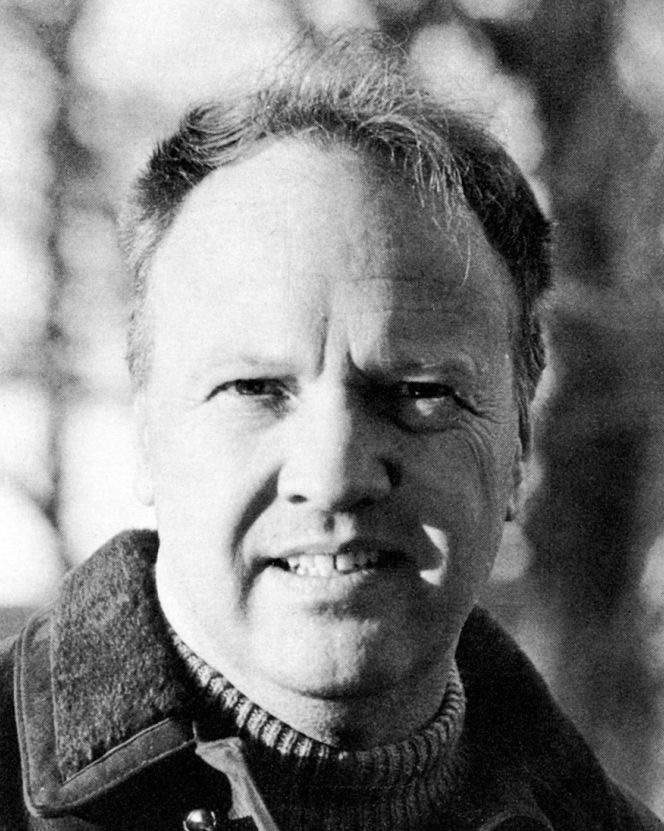
James Dickey

James Lafayette Dickey (Atlanta, 2 februari 1923 – Columbia (South Carolina), 19 januari 1997) was een Amerikaans dichter en romanschrijver.

## Leven en werk
Dickey was de zoon van een advocaat en studeerde Engels en filosofie. Hij diende in het leger tijdens de Tweede Wereldoorlog en de Koreaanse Oorlog. Daarna werkte hij als hoogleraar aan diverse universiteiten, en in de jaren vijftig ook in de reclame-industrie. Vanaf medio jaren zestig legde hij zich vooral toe op zijn literaire loopbaan.

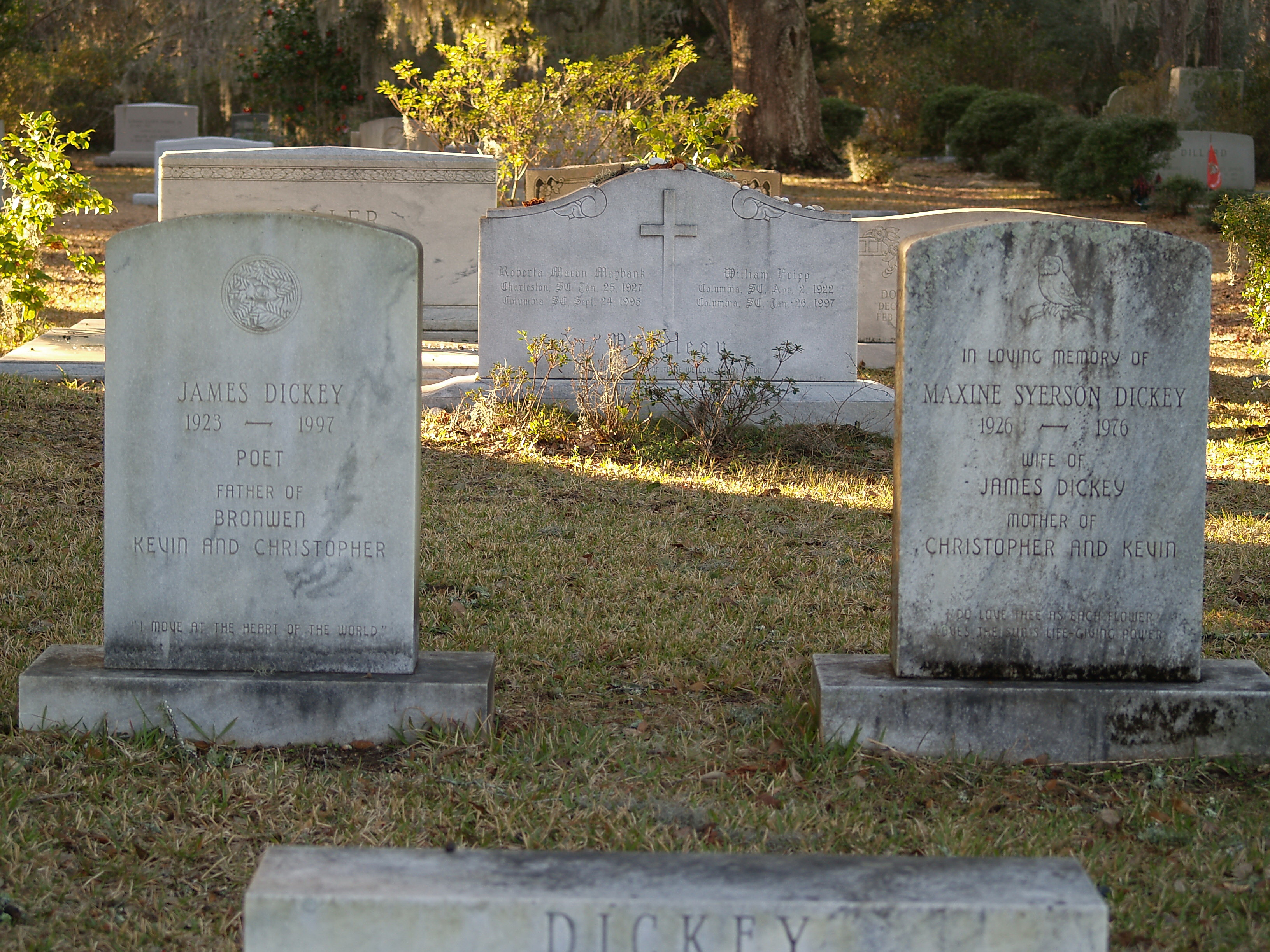
Dickeys graf, Pawleys Island, South Carolina

Dickeys eerst gedichtenbundel ("Poems 1957-1967") verscheen in 1967 en stond sterk onder invloed van Theodore Roethke. Zijn gehele werk kenmerkt zich door een nadruk op primitieve energie en geweld, oftewel op het instinctieve en het dierlijke in de mens. De houding van het individu in extreme situaties en de verhouding tot de natuur leiden in zijn werk geregeld tot mysticisme en rituele elementen. Waar zijn eerste gedichten vooral uit korte versregels bestaan vertoont zijn latere werk een evolutie naar langere, doch gebroken versregels, met los van elkaar staande woordgroepen en een staccato-ritme.
Dickeys roman Deliverance (Krachtproef, 1970), over vier mannen die tijdens een kanotocht in de bergen in een overlevingssituatie terechtkomen, werd een bestseller, mede door een succesvolle verfilming, waarin schrijver ook zelf een rolletje had als de sheriff. De roman werd in 1999 gekozen in de  Modern Library’s lijst van 100 beste Engelstalige romans uit de 20e eeuw.
Dickey bracht de laatste zes jaren van zijn leven vaak in ziekenhuizen door, met geelzucht en later longfibrose. Ook leed hij aan alcoholisme. Hij stierf in 1997.